# Aktivering (arbejdsmarkedsforanstaltning)
 Denne artikel omhandler overvejende eller alene danske forhold. Hjælp gerne med at gøre artiklen mere almen.
 For alternative betydninger, se Aktivering. (Se også artikler, som begynder med Aktivering)
Aktivering er en samfundsforanstaltning der har til hensigt at hjælpe ledige dagpengemodtagere og kontanthjælpsmodtagere tilbage på arbejdsmarkedet.
Aktiveringen blandt kontanthjælpsmodtagere foregår i projekter, hvor muligheder for opkvalificering af den enkelte, skal sikre chancen for at få et ordinært ustøttet arbejde på langt sigt. Projekter har omfattet rengøring, sortering af genbrugstøj, græsslåning for pensionister og pakning af materialer. Dette bliver udført for kontanthjælpen uden ekstra indtægtsmulighed.
Der har været flere tilfælde at ulovlig og konkurrenceforvridende aktivering, hvor kontanthjælpsmodtagere udfører almindelig ordinært arbejde for kontanthjælpen. I et tilfælde har pakning af Bodum stempelkander med brug af aktiverede kontanthjælpsmodtagere ført til, at en virksomhed der tidligere udførte arbejdet måtte lukke.
Aktiverede er iht. OECD's retningslinjer ikke talt med i den officielle ledighedsstatistik. På den måde kan ledighedstal sammenlignes imellem landene. Men samtidig giver det ikke et retmæssigt billede af antallet af ledige. Det skyldes at aktiverede står til rådighed for arbejdsmarkedet imens de er i aktivering.
I 2006 forventes aktivering samlet at koste statskassen 14,9 mia. kr. for både dagpenge- og kontanthjælpsområdet.

## Aktiveringskurser
En del af aktiveringen består i Danmark af kursusforløb hos såkaldte "andre aktører", der har til formål at gøre 
ledige mere parate til at søge relevante jobs. Kurserne er ved flere lejligheder blevet kritiseret for at være irrelevante. 
I 2010 blev kurserne beskrevet på bloggen www.dagpengeland.dk, hvor den arbejdsløse akademiker Lau Aaen detaljeret beskrev sine oplevelser hos jobaktiveringsfirmaet Integro A/S. Bloggen vakte stor opsigt, og blev senere udgivet som bog hos Gyldendal og opsat som teaterstykke på Holbæk Teater.